# Пјанела (Салерно)
Пјанела је насеље у Италији у округу Салерно, региону Кампанија.
Према процени из 2011. у насељу је живело 218 становника. Насеље се налази на надморској висини од 332 м.